# Asteranthos
Asteranthos är ett släkte av tvåhjärtbladiga växter. Asteranthos ingår i familjen Scytopetalaceae.
Släktet innehåller bara arten Asteranthos brasiliensis. Asteranthos är enda släktet i familjen Scytopetalaceae.